# Najm al-Joubouri
Najm al-Joubouri, né le 28 octobre 1956 à Saff al-Touth (ar) (Irak), est un militaire et homme politique irakien, caïmacan du district de Tal Afar (en) de 2005 à 2008 et gouverneur de la province de Ninive de 2019 à 2023. 

## Biographie
Najm al-Joubouri est originaire du village de Saff al-Touth (ar), près de Qayyarah. Il y vit jusqu'à l'âge de ses cinq ans. Il fait ses études à Samarra, puis s'établit dans une localité près de Kut, avant d'aller faire ses études militaires à Mossoul.
Il entre à l'Académie militaire en 1976 et en sort en 1979 avec le grade de premier-lieutenant. Il prend ensuite part à la guerre Iran-Irak et à la guerre du Golfe. Lors de la guerre d'Irak, il combat les groupes insurgés aux côtés des forces américaines,.
En 2007, il s'établit aux États-Unis et vit en Virginie pendant huit ans, avant de regagner l'Irak en 2015, au moment de la seconde guerre civile irakienne.
Il dirige alors la 15e division (en), une force mixte composée de militaires chiites, sunnites et kurdes. De mars à août 2016, il mène l'offensive de Qayyarah qui permet à l'armée irakienne (en) de reprendre pied dans la province de Ninive.
En 2016 et 2017, au moment de la bataille de Mossoul, il est le chef des opérations dans la province de Ninive,,,. Fin octobre 2016, il libère notamment son village natal, Saff al-Touth, qui avait été pris par l'État islamique en juin 2014.
Le 19 novembre 2019, le Conseil provincial de Ninive vote la destitution du gouverneur Mansour Mareed. Le 23 novembre, Najm al-Joubouri est annoncé comme candidat à sa succession. Le 24 novembre, le Conseil provincial de Ninive l'élit gouverneur par 22 voix sur 39. Le 27 novembre, le président irakien Barham Salih signe un décret le nommant officiellement gouverneur de la province de Ninive. Le décret est publié le lendemain et Najm al-Joubouri prend ses fonctions le 1er décembre après avoir prêté serment devant le président de la cour d'appel de Ninive, Salem Muhammad Nori Al Badrani, de servir la constitution,. Le 26 novembre 2023, il présente sa démission, qui est acceptée le jour-même par le Premier ministre Mohammed Chia al-Soudani, qui nomme immédiatement Abdoul Qadir al-Dakhil pour lui succéder,,.   